# Катлер, Джей (бодибилдер)
Джей Катлер (англ. Jay Cutler; род. 3 августа 1973, Sterling, Массачусетс, США) — американский бодибилдер и актёр, четырёхкратный обладатель титула «Мистер Олимпия» (2006, 2007, 2009, 2010). Трёхкратный обладатель титула «Арнольд Классик» и «Ночь чемпионов» 

## Ранние годы
В детстве Джей работал на стройке отца и подрабатывал играя на улице с ручной обезьянкой, в бизнесе своего брата.
В школьные годы Джей много путешествовал и часто в нетрезвом виде, менял места учёбы, в школе отличался отличным знанием химии, за что и получил 2 школьные премии. В школе Джей профессионально занимался американским футболом. После окончания школы в 1991 году он поступил в муниципальный колледж Квинсигамонд и получил степень специалиста в области уголовного права. Так как Джей не участвовал в спортивных состязаниях колледжа, он стал самостоятельно заниматься бодибилдингом.

## Спортивная карьера
Джей закончил карьеру профессионального культуриста в 2013 году, после 6го места на «Мистер Олимпия».
Джей снимался в многочисленных видео о подготовке к конкурсу «Мистер Олимпия», а также у него есть свои собственные видео о его регулярных тренировках. Джейсон также написал книгу «Jay Cutlerʼs No Nonsense Guide to Successful Bodybuilding».
На данный момент Джей Катлер является четырёхкратным «Мистером Олимпия» и единственным сумевшим вернуть себе титул мистер Олимпия после поражения (в 2008 году от Декстера Джексона); ранее титул с перерывом выигрывали Арнольд Шварценеггер и Франко Коломбо, которые выиграв конкурсы 1975 и 1976 годов соответственно, заявляли об уходе из профессионального бодибилдинга. Титул становился вакантным, а не проигранным. В 1980 и 1981 годах соответственно, вышеобозначенные спортсмены заявляли о своем возвращении в большой спорт, выигрывали ещё по одному титулу «Мистер Олимпия», после чего заявляли об окончательном уходе из соревновательного бодибилдинга.

## Статистика выступлений в качестве профессионала
- 1998 Ночь Чемпионов, 11 место
- 1999 Айронмэн про, 3 место
- 1999 Арнольд Классик, 4 место
- 1999 Мистер Олимпия, 14 место
- 2000 Ночь чемпионов, 1 место
- 2000 Мистер Олимпия, 8 место
- 2000 Мистер Олимпия Рим, 2 место
- 2000 Гран-при Англии, 2 место
- 2001 Мистер Олимпия, 2 место
- 2002 Арнольд Классик, 1 место
- 2003 Айронмэн Про, 1 место
- 2003 Арнольд Классик, 1 место
- 2003 Сан-Франциско Про, 1 место
- 2003 Мистер Олимпия, 2 место
- 2003 Гран-при России, 2 место
- 2003 Гран-при Великобритании, 1 место
- 2003 Гран-при Голландии, 1 место
- 2003 GNC Шоу силы, 2 место
- 2004 Арнольд Классик, 1 место
- 2004 Мистер Олимпия, 2 место
- 2005 Мистер Олимпия, 2 место
- 2006 Мистер Олимпия, 1 место
- 2006 Гран-при Австрии, 1 место
- 2006 Гран-при Румынии, 1 место
- 2006 Гран-при Голландии, 1 место
- 2007 Мистер Олимпия, 1 место
- 2008 Мистер Олимпия, 2 место
- 2009 Мистер Олимпия, 1 место
- 2010 Мистер Олимпия, 1 место
- 2011 Мистер Олимпия, 2 место
- 2011 Шеру Классик, 2 место
- 2013 Мистер Олимпия, 6 место

## Антропометрические данные
- Рост — 178 см[1]
- Талия — 74 см[1]
- Обхват руки — 56 см[2]
- Бедро — 76 см[1][2]
- Икры — 51 см[1]
- Грудь — 150 см[1][2]